# 織田順元
織田 順元（おだ のぶもと）は、戦国時代から安土桃山時代にかけての武将。諱は信元とも。姓は津田とも称す。通称は金左衛門。官位は対馬守。

## 略歴
織田順俊の子として誕生。
16歳の時から織田信長に仕え、津田の姓を称する。その後柴田勝家の家臣となった際に織田に復姓する。勝家死後は溝口秀勝へ仕えた。京都において67歳で死去した。
子・順高も始め溝口家に仕えたが、後に500石の旗本となった。